# Aragnouet
Aragnouet – miejscowość i gmina we Francji, w regionie Oksytania, w departamencie Pireneje Wysokie.
Według danych na rok 1990 gminę zamieszkiwało 336 osób, a gęstość zaludnienia wynosiła 3 osób/km² (wśród 3020 gmin regionu Midi-Pireneje Aragnouet plasuje się na 731. miejscu pod względem liczby ludności, natomiast pod względem powierzchni na miejscu 9.).

## Zabytki
- Romańska kaplica Notre-Dame-de-l’Assomption-du-Plan z pozostałościami joannickiego hospicjum.